# Alenka Glazer
Alenka Glazer, slovenska pesnica, prevajalka, urednica in literarna zgodovinarka, * 23. marec 1926, Maribor, † 6. marec 2020, Topolšica.
Alenko Glazer, hčerko pesnika Janka Glazerja, so okupatorji med drugo svetovno vojno izgnali v Srbijo, kjer je 1944 opravila privatno maturo v Kragujevcu. Po vojni je leta 1950 diplomirala iz južnoslovanske književnosti in slovenščine na Filozofski fakulteti v Ljubljani. Študirala je tudi umetnostno zgodovino. Od leta 1962 je bila višja predavateljica novejše slovenske književnosti in mladinske književnosti na mariborski Pedagoški akademiji. Bila je sourednica revije Otrok in knjiga.
Objavila je 3 pesniške zbirke: Ujma (1968); Branike (1977) in Jerebika (1988). V pesmih pogosto jemlje podobe iz pohorske narave, jezik pa je obogaten z lokalizmi. Za otroke je izdala zbirko pesmi Žigažaga (1980). Prevajala je predvsem iz nemščine in ruščine.